# Самара Віджаятунггаварман
Самара Віджаятунггаварман (д/н — 1077) — хаджі (цар) Шривіджаї у 1044—1077 роках. Основні відомості про нього містяться у написах Мадігірія та Боланда з острова Шрі-Ланка.

## Життєпис
Молодший син хаджі Шрі Маравіджаятунггавармана та доньки Адіпади Махендри з Полоннаруви. Про молоді роки відомостей обмаль. 1044 року за ланкійськими свідченнями наказав своєму родичі Пурендрі вбити Раджендру Чола I, коли той прибув до Шривіджаї. Проте відомо, що володар Чола помер своєю смертю на Індостані. З огляду на це припускають, що було вбито хаджі Шрі Деву або очільника чоласької залоги. В будь-якому разі Самара Віджаятунггаварман зумів захопити владу в державі.
Зумів скористатися розгардіяжем в імперії Чола для відновлення своєї незалежності. Разом з тим нічого не відомо про посольства до Імперії Сун, що були традиційними для володарів Шривіджаї. 1068 року зазнав нападу армії та флоту Вірараджендри Чола, від якої зазнав поразки й змушений був визнати зверхність тої.
Втім ймовірно близько 1077 року був повалений Кулотунга Чола I, що провів церемонію сходження на трон Шривіджаї. З цього часу Шривіджая стає частиною імперії Чола.